# 王绾 (五代十国)
王綰，唐朝末年至五代十国杨吴将领，合肥人。
王綰在杨行密麾下爲漣水防遏使。光化二年（899年）七月，朱全忠属下海州守将陈汉宾向杨行密請降，淮海游弈使張訓认为陈汉宾居心难测，便与王绾带领军队二千直接奔赴海州，于是占据海州城，王绾转任海州副使。淄青节度使王师范因为沂州、密州发生内部叛乱，向杨行密求援。十月，杨行密派遣海州刺史臺濛、副使王绾率军助王师范，攻占密州城，归还王师范。接着攻打沂州，先派人去侦察，回来说：“城内偃旗息鼓，毫无动静。”王绾说：“沂州城内一定有防备，而援军又近，因此不能去攻。”各位将领不同意。王绾不能阻止属下，便在树林中埋伏，以待战况。诸将攻打沂州未能攻克，援兵又到，便率兵后退。沂州城内的军队乘机追击，王绾发动埋伏将沂州军打败。武義元年（919年），加鎮東大將軍，官至百勝軍節度使，去世。其子王傳拯，官至海州都指挥使。